# غارب الحمار (الشاهل)

تعديل مصدري - تعديل

غارب الحمار هي إحدى قرى عزلة جانب اليمن بمديرية الشاهل التابعة لمحافظة حجة، بلغ تعداد سكانها 120 نسمة حسب تعداد اليمن لعام 2004.